# Charcoal
Charcoal est un personnage de fiction, un super-héros appartenant à l'univers de Marvel Comics. Créé lors d'un concours du magazine Wizard par un fan de Marvel, le personnage est apparu pour la première fois en 1998, dans le comic book Thunderbolts #19, scénarisé par Kurt Busiek et dessinée par Mark Bagley. Il apparaît principalement dans cette série. Charcoal est pendant une brève période un super-vilain avant de rejoindre l'équipe des Thunderbolts. Dans le numéro 56 de l'année 2001, il décède lors d'un combat contre Graviton. En raison d'un litige juridique sur les droits du personnage, Marvel Comics a décidé de ne plus l'utiliser.

## Historique de publication
Charcoal est un personnage de fiction créé à la suite d'un concours "Créer votre méchant" du magazine Wizard et sponsorisé par Marvel Comics. L'identité réelle du personnage a été conçue par le scénariste Kurt Busiek. À la suite d'un problème de prix non attribué, le concepteur de Charcoal profite d'un flou juridique dans le concours pour récupérer les droits de son personnage. En raison de ce litige juridique, Marvel Comics demande à son scénariste Fabian Nicieza de ne pas faire réapparaître Charcoal qui a disparu avec les restes des Thunderbolts lors d'un affrontement avec le super-vilain Graviton,.
Charcoal apparaît pour la première fois dans l'histoire "Heat & Pressure" du numéro 19 de la série de comic books Thunderbolts d'octobre 1998. En France, cette aventure apparaît dans Marvel Select n°21 de novembre 1999. Le personnage a du succès et il revient dans le numéro 23 de cette même série. Il devient un membre des Thunderbolts et apparaît dans quasiment tous les numéros jusqu'au 56 de novembre 2001 où il trouve la mort en combattant Graviton. Durant l'année 2000, il apparaît également dans le numéro 2 de Maximum Security, dans les numéros annuels de cette même année des séries Thunbolts et Avengers, dans cette dernière série, il est également présent dans les numéros 33 et 34. En 2006, il a un article dans The Marvel Encyclopedia.

## Biographie du personnage

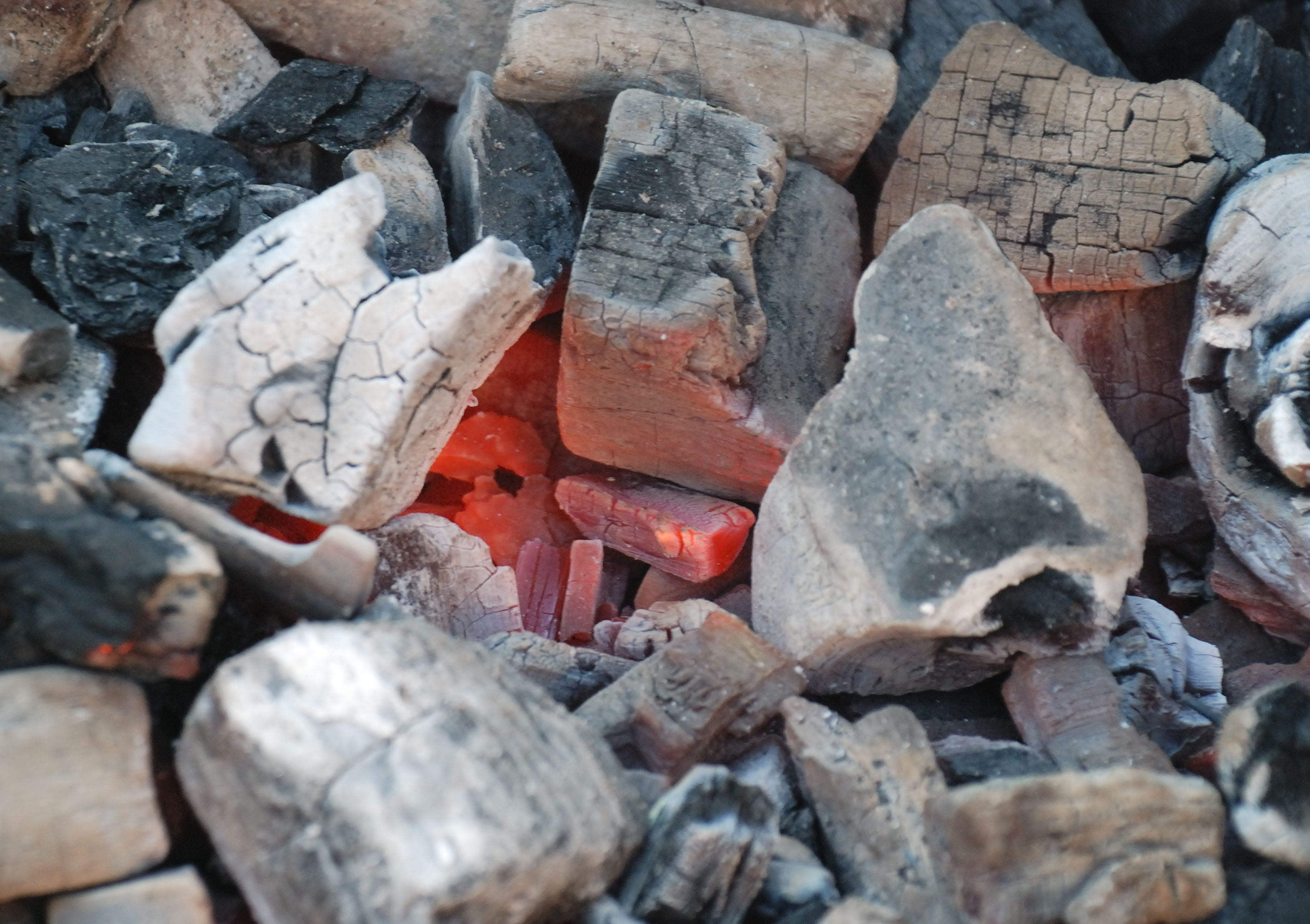
Le nom de code de Charles Burlingame est lié à ses pouvoirs. En anglais, charcoal signifie charbon. Photo représentant du charbon de bois en cours de combustion.

Charles "Charlie" Burlingame est le fils de Calvin Burlingame, un employé des Forces Impériales d'Amérique, une milice liée à l'Empire Secret. Le savant Arnim Zola qui travaille alors pour l'organisation criminelle découvre que l'adolescent est apte à développer des super-pouvoirs. Il le modifie génétiquement pour qu'il devienne Charcoal, le Feu vivant. Charcoal affronte les Thunderbolts, une équipe de super-vilains reconvertis en super-héros. Après avoir du battre en retraite, il décide de quitter son père et les Forces impériales.
Loin d'avoir la mentalité d'un criminel, Charles Burlingames décide de rejoindre les Thunderbolts alors dirigé par Œil de Faucon / Clint Barton. Charcoal réussit à les convaincre de son désir d'intégrer l'équipe lorsqu'ils affrontent ensemble le Jury, dirigé par U.S. Agent / John Walker. Avec les Thunderbolts, il combat les Maîtres du Mal. Lors de cet affrontement, il réussit à découvrir leur repaire en détectant un éclat de son corps qu'il a placé sur un ennemi. L'équipe mené par Œil de Faucon vainc les méchants et le Mont Charteris, près de Burton Canyon, qui est l'ancienne base des criminels devient leur quartier général.
Avec sa coéquipière Jolt / Hallie Takahama, les deux jeunes membres des Thunderbolts reçoivent de fausses identités pour se rendre au lycée. Il devient ainsi Charles Cole et cherche à s'intégrer. Leurs activités super-héroïques continuent, ils réussissent à libérer le reste du groupe de Graviton prouvant leur valeur.
Lors d'un autre combat contre Graviton qui maitrise de plus en plus ses pouvoirs, Charcoal est réduit en poussière.

## Pouvoirs et capacités

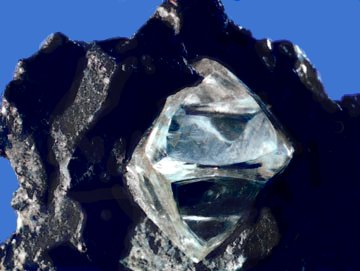
Basés sur les différents états du carbone, ses pouvoirs lui permettent de rendre son corps aussi dur que le diamant. Photo représentant un diamant brut.

Charles Burlingame peut transformer son corps en monstre colossal formé de charbon. L'intérieur de son corps est constamment enflammé. En se concentrant, il peut émettre des flammes qui lui permettent  de voler. Charcoal contrôle la densité de son corps et peut également modeler sa forme. Il peut devenir aussi dur que le diamant, prendre une forme incendiaire, transformer ses poings en masses ou en boucliers. Sous sa forme charbonnée, il peut récupérer de blessures graves comme un trou percé dans son corps. Il est capable également de se séparer de petits morceaux de son corps qu'il peut détecter à distance, ce qui lui a permis de pister des ennemis.

## Apparitions dans d'autres médias
Charcoal a une adaptation en figurine dans la série Marvel HeroClix.